# 나카야마정 (돗토리현)
나카야마정(中山町)은 돗토리현 사이하쿠군의 옛 정이다.
2005년 3월 28일에 합병으로 다이센정이 되었다. 동사무소는 도이센 정사무소 나카야마 지소로 되어 있다.

## 역사
- 1957년 3월 31일 - 도하쿠군 나카야마촌, 사이하쿠군 오사카촌이 합병해 성립하였다.
- 2005년 3월 28일 - 다이센정, 나와정과 합병해 새로운 다이센정이 성립하였다. 동일 나카야마정은 폐지되었다..

## 교통

### 철도
- 서일본 여객철도 산인 본선

### 도로
- 국도 제179호선
- 국도 제313호선 (일본)(일본어판)